# Vachtovy posjolok

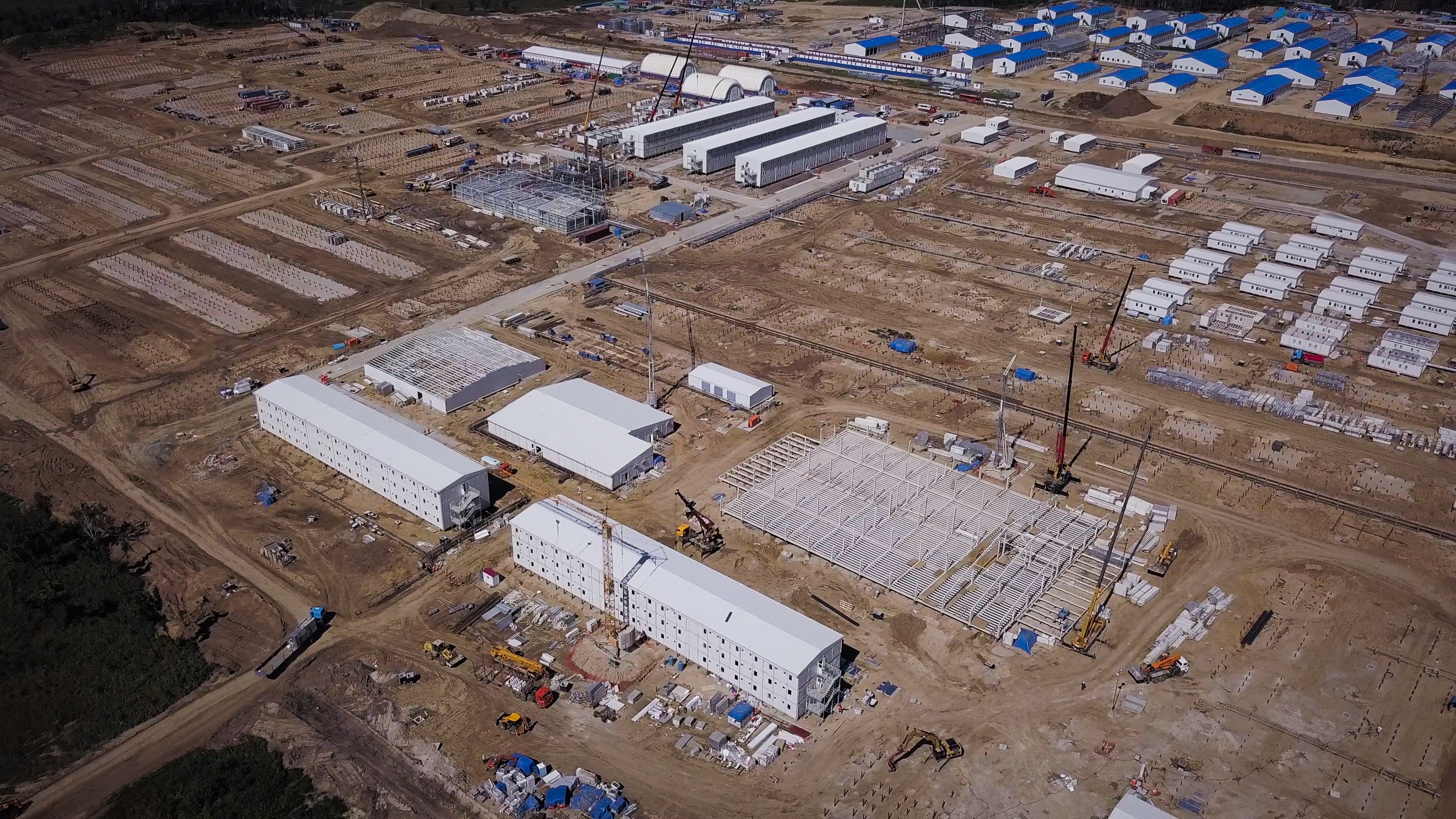
Vachtovy posjolok bij de bouw van de Gasverwerkingsinstallatie van de Amoer van Gazprom bij Svobodny (2018)

Een vachtovy posjolok (Russisch: Вахтовый посёлок; "roulatiedorp") is in Rusland een woonplaats (posjolok) bedoeld voor werknemers die op afgelegen plaatsen ploegendienst moeten verrichten. Een vachtovy posjolok bestaat uit een complex van woongebouwen, gebouwen voor medische zorg, ontspanning en kantoren, utiliteitsgebouwen, gebouwen voor het onderhoud aan machines en opslagloodsen. De Russische arbeidswet vereist dat de werkgever een aantal voorzieningen moet treffen waaronder gas, water en elektriciteit, telecommunicatiemiddelen, voedsel, recreatie, ontspanning en cultuur, gezondheidszorg en winkelgelegenheden.
Vachtovy posjoloks verrijzen vaak bij grote projecten zoals winbare minerale afzettingen (ertslagen, olie- en gasvelden), de aanleg van wegen of spoorwegen (zoals de Spoorlijn Baikal-Amoer) of visgronden (tonja) wanneer het niet mogelijk is om de werknemers dagelijks te laten terugkeren naar hun woonplaats, maar bijvoorbeeld moeten worden ingevlogen voor een aantal maanden. In het Hoge Noorden worden om mensen hiervoor te lokken vaak grote bonussen uitgekeerd, de zogenoemde severnaja nadbavka ("noordelijke bonus").
Na afloop van de werkzaamheden wordt een vachtovy posjolok vaak ofwel verlaten (en soms afgebroken) of omgezet naar een permanente nederzetting met stedelijk karakter, zoals bijvoorbeeld vaak bij de BAM gebeurde.